# José Luís da Cruz Vilaça
José Luís da Cruz Vilaça (* 20. September 1944 in Braga) ist ein portugiesischer Rechtswissenschaftler und Hochschullehrer.

## Ausbildung
José Luís da Cruz Vilaça besuchte die Escola Secundária Sá de Miranda (Liceu de Braga) in Braga. Er studierte Rechtswissenschaften an der Universität Coimbra. Dort schloss er 1966 das Studium mit dem Diplom in Rechtswissenschaften (Licenciado em Direito) ab. Von 1966 bis 1967 war er Universitätsassistent an der Juristischen Fakultät der Universität Coimbra im Fachbereich Wirtschafts- und Politikwissenschaften. Außerdem absolvierte er ein Zusatzstudium (Curso Complementar) in den Fächern Politikwissenschaften und Wirtschaftswissenschaften und erwarb in diesen Fächern 1968 einen Master of Science (Mestrado).
Von 1969 bis 1972 leistete er seinen Militärdienst als Leiter der Justizabteilung beim portugiesischen Marineministerium (Ministério da Marinha). Von 1972 bis 1974 war er an der Juristischen Fakultät der Universität Coimbra Leiter des Fachbereichs Politische Wissenschaften. Von 1975 bis 1978 war er Stipendiat der Stiftung Calouste Gulbenkian. Er absolvierte ein Postgraduiertenstudium an der Universität Paris. Dort erwarb er 1978 den Doktortitel im Fach Internationale Wirtschaftswissenschaften (International Economics). 1979 übernahm er an der Universität Coimbra wiederum den Fachbereich Politische Wissenschaften.
1981 war er Fellow am Salzburg Seminar in American Studies in Salzburg. 1984–1985 war er Senior Associate Member am St Antony’s College der Universität Oxford. 2002–2003 war er Visiting Researcher an der School of Law der Fordham University in New York.

## Karriere
Politik
José Luís da Cruz Vilaça war von 1980 bis 1986 Mitglied der Assembleia da República, des portugiesischen Parlaments. 1980 wurde er Staatssekretär im portugiesischen Ministerium für Innere Verwaltung (Administração Interna). 1981 wurde er Staatssekretär beim Ministerrat (Presidência do Conselho) der portugiesischen Regierung. 1982 wurde er Staatssekretär in der Abteilung für Europäische Angelegenheiten (Secretário de Estado para a Integração Europeia). Er war Mitglied des Gemeinderates (Assembleia Municipais) in Coimbra (1983) und Braga (1986).
Europäische Union
Von Januar 1986 bis Oktober 1988 war er Generalanwalt am Europäischen Gerichtshof in Luxemburg. Im September 1989 wurde er Präsident des damaligen Gerichtshofs Erster Instanz in Luxemburg, jetzt Gericht der Europäischen Union. Dieses Amt übte er bis September 1995 aus. In späteren Jahren übernahm er nochmals weitere Aufgaben im Rahmen der Europäischen Union. 1999/2000 war er Mitglied der Reflexionsgruppe über die Zukunft des Gerichtssystems der Europäischen Gemeinschaften. Von April 2003 bis Februar 2007 war er Präsident des Disziplinarrates der Europäischen Kommission. 2012 kehrte er als Richter an den Gerichtshof der Europäischen Union zurück, wo er 2015 zum Vorsitzenden der V. Kammer gewählt wurde. Mit Oktober 2018 verabschiedete sich José Luís da Cruz Vilaça aus der Richtertätigkeit am EuGH.
Er war außerdem 2002 in Portugal Vorsitzender der nationalen Kommission zur Reform und Anpassung des portugiesischen Wettbewerbsrechts (Presidente da Comissão de Revisão da Legislação da Concorrência) an das Europäische Wettbewerbsrecht. Er war maßgeblich am Entwurf der entsprechenden Gesetze beteiligt. Dies waren insbesondere das Decreto-Lei 10/2003-Estatutos da Autoridade da Concorrência und Lei 18/2003-Lei da Concorrência.
Universität
Er war von 1983 bis 1985 Professor am Zentrum für European Studies an der Juristischen Fakultät der Universität Coimbra. Von 1983 bis 1985 war er gleichzeitig Leiter des Fachbereichs Finanzwissenschaften. 1988/1989 war er Professor und Leiter des Instituts für European Studies an der Universidade Lusíada de Lisboa in Lissabon. Ab 1996 bis 2000 war José Luís da Cruz Vilaça erneut Professor an der Universidade Lusíada de Lisboa. 2001/2002 war er Gastprofessor an der Juristischen Fakultät der Neuen Universität Lissabon (Universidade Nova de Lisboa). Seit 2004/2005 ist er Gastprofessor an der Juristischen Fakultät der Katholischen Universität Portugal (Universidade Católica Portuguesa) in Lissabon. Er ist weiterhin außerordentlicher Professor an der Universidade International in Figueira da Foz.
Rechtsanwalt
José Luís da Cruz Vilaça ist seit 1969 Mitglied der Portugiesischen Anwaltskammer (Ordem dos Advogados Portugueses). Er ist seit 1996 bis heute (Stand 2010) Sozius und Seniorpartner bei PLMJ - A.M. Pereira, Sáragga Leal, Oliveira Martins, Júdice e Associados, Sociedade de Advogados, einer führenden Anwaltskanzlei in Portugal. Er ist dort Leiter des Fachbereichs Europäisches Gemeinschaftsrecht und Wettbewerbsrecht.

## Forschungsschwerpunkte
José Luís da Cruz Vilaça veröffentlichte zahlreiche Bücher und Aufsätze in juristischen Fachzeitschriften. Er veröffentlichte in Portugiesisch, Englisch, Französisch und Italienisch. Schwerpunkte seiner wissenschaftlichen Betätigung waren das nationale und Europäische Wettbewerbsrecht, das Kartellrecht, Unternehmenskonzentration, Sportrecht im Rahmen der Europäischen Union, das Verhältnis von nationalem Recht und Europarecht, die Entwicklung des Europäischen Rechtssystems und Europäisches Verfassungsrecht. Weitere Arbeitsschwerpunkte waren die Grundrechte im Europäischen Rechtssystem und die Durchsetzung von Menschenrechten, insbesondere mit dem Schwerpunkt Lateinamerika.

## Auszeichnungen
José Luís da Cruz Vilaça wurde mehrfach ausgezeichnet. Er erhielt am 12. April 2006 das Großkreuz des Ordens des Infanten Dom Henrique (Grã-Cruz da Ordem do Infante D. Henrique), das Großkreuz des Verdienstordens der Italienischen Republik (Gran Croce dell’Ordine di Merito della Republica Italiana), das Großkreuz des Ordens der Eichenkrone (Gran-Croix de l’Ordre Grand-Ducal de la Couronne de Chêne). Er ist Offizier der französischen Ehrenlegion (Officier de la Légion d’Honneur de la France).

## Privates
José Luís da Cruz Vilaça ist mit Marie-Charlotte Opitz verheiratet. Er ist Vater von vier erwachsenen Kindern.